# Сегвар
Сегвар (мађ. Szegvár) је историјски град у јужној Мађарској, у жупанији Чонград-Чанад.
Сегвар се налази у округу Сегвар Чонград, око 5 километара удаљеном од реке Тисе. Налази се на споју река Курца и Короги. Најближа насеља су Миндсент (7 km) на југу и Сентеш (8 km) на северу, а удаљена је 35–40 km ваздушне линије од седишта округа Сегедина.

## Историја

### Праисторијски период
Подручје Сегвара има артефакте још из доба праисторије. Пребивалиште древног човека и артефакти који су овде пронађени датирају из, 3. миленијум п. н. е. каменог доба. Локалитет „Тизкевеш” на његовој територији, са својим кременима, као да доказује постојање занатске радионице која је овде некада радила.

### Средњи век
Село је насељено место у време мађарских освајања ових крајева, јер је ископано паганско гробље, поред воде, било у складу са обичајима словенског и мешовитог становништва које је овде живело у примитивној људској заједници. Исти закључци важе и за живот досељених Мађара. Због свог положаја, било је древно рибарско село. Његови први власници били су кнежевска породица, чије је власништво било до доласка Татара. Има карактер малог села, без икаквих трагова унутрашњег живота, његово становништво које је живело у рудиментарним условима избегло је пред татарским пустошењем.

### Долазак Турака
Назив вар (замак) је касније додат имену насеља, јер је у 16. веку власник породице Доци дао изградити утврђени дворац. Око 1516. године село је припадало Јаношу Доцију, које је наследио од оца. Постао је центар његових поседа јер је овде саградио свој замак. Доци је био власник овдашњих поседа до 1534. године.
Јанош Доци је новембра 1528. године у пратњи краља Јаноша стигао је у Сегвар, који су заузеле Фердинандове присталице из Доциака. Несуђени краљ који се приближавао и његова пратња нападнути су стрелом испаљеном са торња замка, која је погодила ногу краља Јаноша и због тога је остао хром до краја живота. Већ тада је село имало прве трагове турског разарања. Власништво је тада припадало Миклошу Доцију, који га је могао поседовати само неколико година. Године 1559. Сег је уврштен међу донације Зајнака и његових пратилаца.
Посед није био стабилан, јер је од 1555. капетан дворца Ђула Гашпар Магоци редовно заузимао околна села као припадна дворцу Ђула.   Место је имало 20 кућа у 1557–58, 13 у 1560–61, 27 кућа у 1570–71 и 30 кућа у 1578–79.
Сег је такође страдао као жртва татарског разарања 1596. године. Касније је то била празна област коју је заузимао Иштван Илошвај.

### 20. век
1900 било је 7.249 становника, 1930 7.279 становника, 1990 само 5.260.

## Демографија становништва
Године 2001. скоро 100% становништва насеља се изјаснило да је мађарске националности.
Током пописа из 2011. године, 86,7% становника се изјаснило као Мађари, 1,2% као Роми, а 0,2% као Немци (13,2% се није изјаснило, због двојног држављанства, укупан број може бити већи од 100%). 
Верска дистрибуција је била следећа: римокатолици 52,2%, реформисани 5%, неденоминациони 16,4% (26% се није изјаснило).